# Olympische Sommerspiele 1904/Schwimmen – 440 Yards Brust (Männer)
Der Schwimmwettkampf über 440 Yards (402,34 m) Brust der Männer bei den Olympischen Spielen 1904 in St. Louis wurde am 7. September 1904 ausgetragen. Es war die erste und bis heute einzige Austragung des Wettbewerbs. Austragungsort war der Life Saving Exhibition Lake.
Zuerst schien es, als ob nur drei Deutsche schwimmen würden. Dann meldete sich jedoch auch der Amerikaner Henry Jamison Handy, der die Bronzemedaille gewann. Es siegte der Deutsche Georg Zacharias.

## Ergebnisse
| Rang | Athlet              | Nation             | Zeit       | Anm. |
| ---- | ------------------- | ------------------ | ---------- | ---- |
| 1    | Georg Zacharias     | Deutsches Reich    | 7:23,6 min | OR   |
| 2    | Walter Brack        | Deutsches Reich    | 7:33,0 min |      |
| 3    | Henry Jamison Handy | Vereinigte Staaten | unbekannt  |      |
| 4    | Georg Hoffmann      | Deutsches Reich    | unbekannt  |      |